# Regnerus Tjaarda Mees
Regnerus Tjaarda Mees (Leermens, 13 juli 1790 - Appingedam, 4 januari 1867) was een Nederlandse advocaat en politicus.

## Familie
Mees was een telg uit het geslacht Mees en een zoon van de predikant Menso Alting Mees (1744-1795) en Enna de Cock (1769-1809). Hij trouwde met Margaretha Johanna Cornelia de Ravallet (1789-1832). Uit dit huwelijk werden acht kinderen geboren, onder wie Fokko Alting Mees en Petrus Alting Mees. Hij hertrouwde als weduwnaar met Elisabeth Louise Maria Lucretia Umbgrove (1793-1860).

## Loopbaan
Mees studeerde Romeins en hedendaags recht aan de Groninger Hogeschool en promoveerde in 1810 op zijn proefschrift. Hij vestigde zich vervolgens als advocaat en procureur in Appingedam. Hij was rechter-plaatsvervanger bij de arrondissementsrechtbank te Appingedam.
In zijn politieke loopbaan was Mees lid van de Provinciale Staten (1826-1850) en Gedeputeerde Staten (1827-1836) van Groningen. In 1840 en in 1848 was hij buitengewoon lid van de Tweede Kamer der Staten-Generaal. Als lid van de Dubbele Kamer voerde hij in 1848 het woord bij de algemene beschouwingen over de Grondwetsherziening en bij de behandeling van hoofdstuk IX (Waterstaat). Hij stemde voor alle wetsvoorstellen tot Grondwetsherziening. In 1841 werd hij benoemd tot ridder in de Orde van de Nederlandse Leeuw.
In zijn woonplaats Appingedam was Mees gemeenteraadslid, wethouder (1859-1863) en ten slotte van 1863 tot aan zijn overlijden burgemeester. Hij overleed in 1867 op 76-jarige leeftijd.
- Biografisch Portaal: 05693861
- International Standard Name Identifier: 0000 0003 9058 7126
- Nederlandse Thesaurus van Auteursnamen: 071529004
- Parlement.com: vg09llt8acuu
- Virtual International Authority File: 284233551
- WorldCat: E39PBJk8YV4pXyC7M93VRY6kDq